# Reserva Natural de Kurimetsa
A Reserva Natural de Kurimetsa é uma reserva natural localizada no condado de Viljandi, na Estónia.
A área da reserva natural é de 52 hectares.
A área protegida foi fundada em 1998 para proteger tipos de habitat valiosos e espécies ameaçadas em Ainja e Sudiste.